# Pětipsy
Pětipsy település Csehországban, Chomutovi járásban. Pětipsy Vilémov, Chbany, Račetice és Libědice településekkel határos. Lakosainak száma 237 fő (2024. január 1.).

## Népesség
A település lakosságának változását az alábbi diagram mutatja:
| Lakosok száma | 821  | 827  | 762  | 447  | 212  | 192  | 201  | 201  | 189  | 237  |
|               | 1869 | 1900 | 1921 | 1961 | 1980 | 2011 | 2016 | 2019 | 2021 | 2024 |